# Ligne 4 du Busway de Nantes
Pour les articles homonymes, voir Ligne 4.
La ligne 4 du Busway de Nantes est une ligne de bus à haut niveau de service du réseau de transports en commun de Nantes Métropole exploitée par la Semitan.
Inaugurée les 4 et 5 novembre 2006, puis lancée le 6 novembre 2006, la ligne relie la place Maréchal-Foch à la Porte de Vertou aux abords du boulevard périphérique, en desservant l'île de Nantes, le pôle d'échanges Greneraie, Saint-Sébastien-sur-Loire et le quartier des Bourdonnières, et Vertou. C'est la première ligne de concept Busway de France.

## Histoire

### Les débuts
Après la création de la ligne 3 (qui relie Orvault à l'Hôtel Dieu à l'époque), Nantes Métropole prévoit de prolonger cette nouvelle ligne vers Saint-Sébastien-sur-Loire et Vertou (le terminus Hôtel Dieu n'étant que provisoire). Deux propositions de tracé sont alors envisagées : soit créer un tronc commun avec la ligne 2 jusqu'à Pirmil, puis faire une antenne vers le sud-est, soit faire un nouveau tracé par la deuxième ligne de ponts, avec un tronc commun avec la ligne 1 de Commerce à Duchesse Anne ─ Château. Ce fut finalement le tracé par la deuxième ligne de pont qui a été retenu, car il dessert mieux l'île de Nantes.
Mais le projet de prolonger la ligne 3 vers le sud-est est finalement abandonné, car la fréquentation attendue risque de rendre l'investissement peu rentable. Nantes Métropole se penche alors vers la création d'une nouvelle ligne qui reprendrait ce tracé. Prévue au départ comme une ligne de tramway sur fer puis sur pneu, c'est finalement un bus à haut niveau de service qui a été choisi pour exploiter ce tracé : ce système, fondé sur le même principe de fonctionnement que le tramway, est d'un cout plus raisonnable. Le bus permet également de faciliter la traversée du pont de la Rotonde qui était en forte pente, rendant son franchissement par le tramway incertain.
La ligne utiliserait une partie d'une artère majeure de Nantes permettant de relier le centre-ville de Nantes à l'A83. Cet itinéraire devait par ailleurs être utilisé pour la création d'une autoroute urbaine, projet finalement abandonné. La création de la ligne 4 permet également de requalifier cette artère en boulevard urbain.

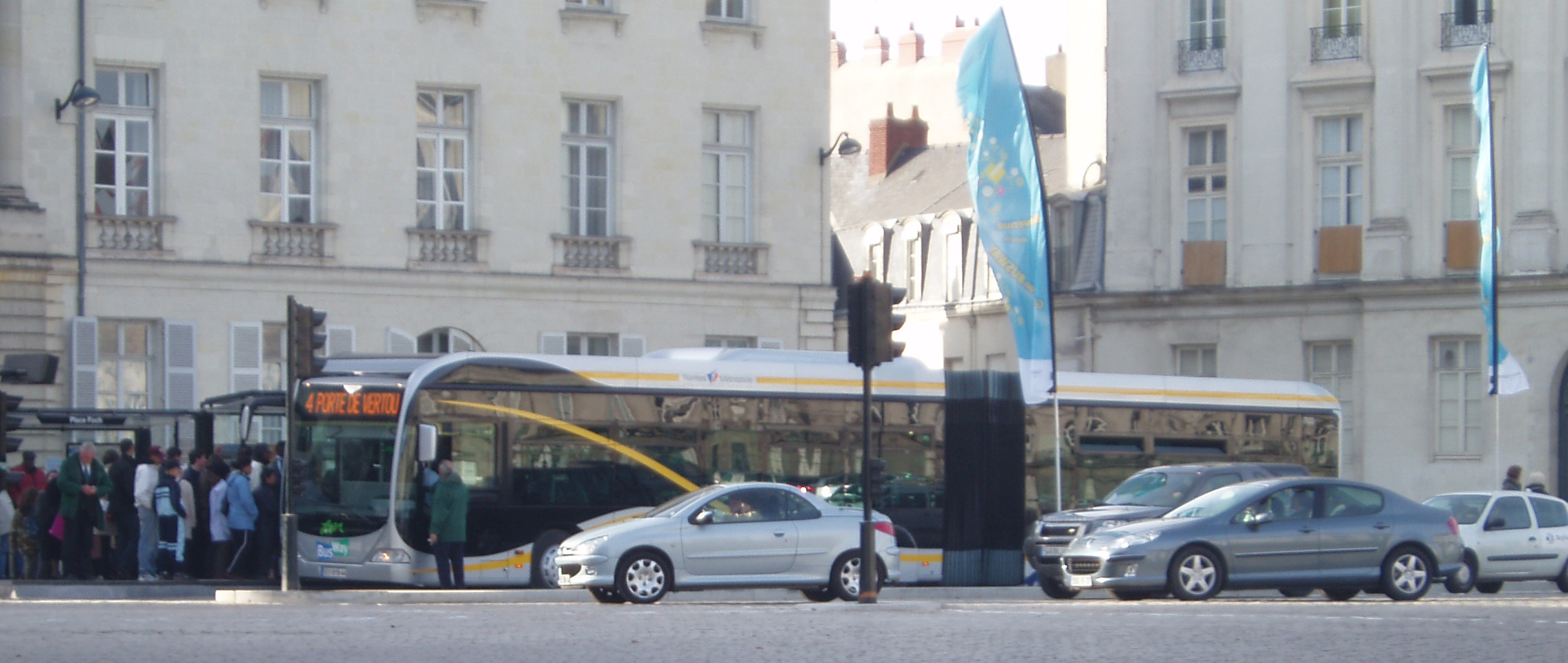
Inauguration de la ligne 4, le 4 novembre 2006.

Après la validation du tracé, les travaux débutent le 24 mars 2005. Le matériel utilisé, des Mercedes-Benz Citaro G GNV BHNS, est présenté à une délégation de Nantes Métropole sur le site d'EvoBus de Mannheim en Allemagne le 30 août 2006, puis est livré sur Nantes à partir de la mi-septembre 2006. L'aménagement urbain est réalisé par l'agence nantaise d'architecte Tétrarc, qui a également réalisé les stations Pirmil et Neustrie de la ligne 3. Pour accueillir la ligne 4, certaines lignes du sud-Loire sont supprimées (26, 31, 38, 39 et 43), crées (30 et Express Vertou, devenue E4) ou modifiées (24, 27, 28, 29, 33, 36, 42, 58, 94, 97, 98 et les circuits de nuit A, K et L).

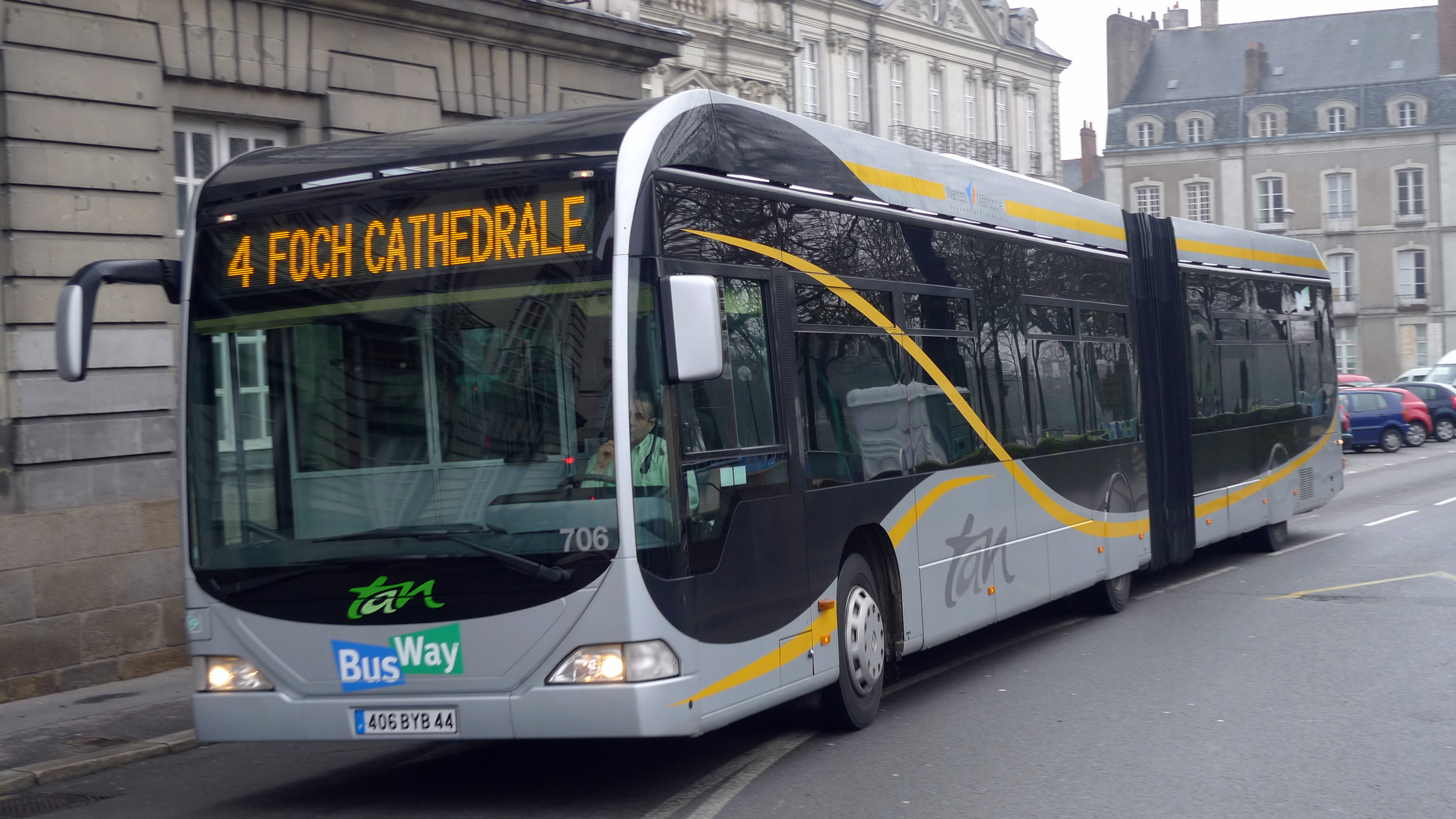
Le premier matériel roulant de la ligne : les Citaro G GNV BHNS.

Après la fin des travaux (qui ont par ailleurs accusé du retard, obligeant à déplacer le lancement de la ligne initialement prévu en mai 2006), la ligne est inaugurée les 4 et 5 novembre 2006, week-end précédant sa mise en service commercial qui intervient le 6 novembre. Pendant cette inauguration, de nombreuses animations étaient proposées et des trajets sur la ligne 4 (avec une fréquence d'un bus toutes les 7 minutes), sur la nouvelle ligne Express Vertou et sur une navette reliant Pirmil à Greneraie (mise en place pour le week-end d'inauguration, elle avait une fréquence de 15 minutes) étaient mis en place gratuitement. Mais avec l'affluence, la fréquence de la ligne 4 n'a pas été très bien tenue, et des Citaro G classiques sont venus renforcer la ligne le dimanche après-midi.
Le premier voyage le 6 novembre part à 4 h 48 de Île de Nantes vers Porte de Vertou avec le Citaro G GNV BHNS N°706. À Porte de Vertou, le premier départ s'est effectué avec un peu de retard, mais tous les élus et journalistes étaient présents à bord, en compagnie du maire de Nantes Jean-Marc Ayrault. Après 2 à 3 semaines de rodage (pour régler des soucis tels que des problèmes de palette, de feux aux carrefours...), la ligne 4 circule bien et rencontre un franc succès, passant de 17 000 voyageurs par jour en semaine à son ouverture en 2006 à 43 089 en 2019.
L'investissement total pour la ligne 4 s'élève à 75 millions d'euros (dont 60 millions pour l'infrastructure, 11 millions pour l'achat du matériel roulant, et 4 millions pour le foncier), et est donc trois fois plus faible que pour un tramway. Nantes Métropole a financé à hauteur de 70 millions d'euros, la région à 2,3 millions, et l'Union européenne (à travers le projet Civitas Vivaldi) à 1,85 million d'euros. La fréquentation est estimée à 25 000 voyageurs par jour à terme.

### Augmentation de la capacité

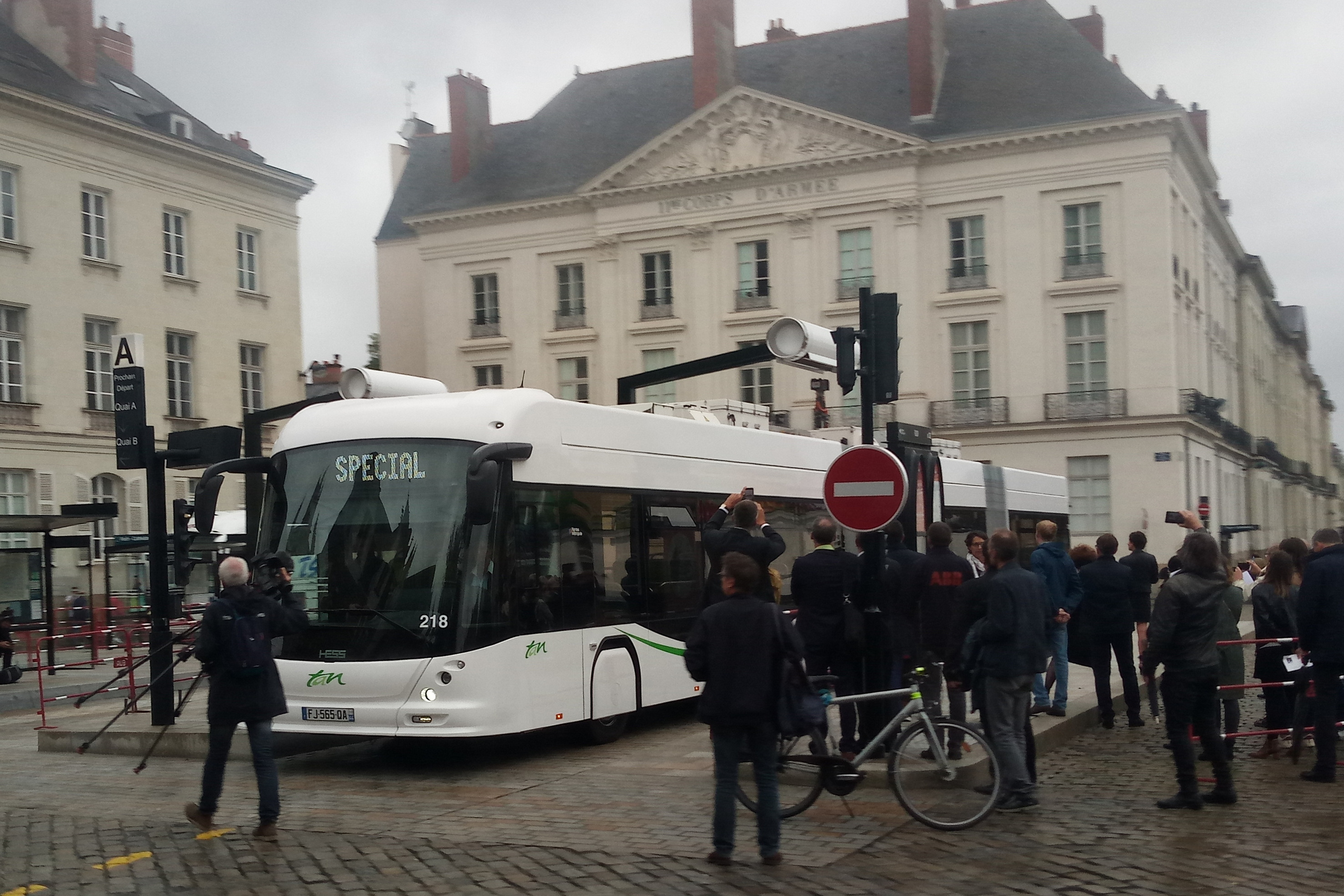
Démonstration d'une recharge d'un lighTram à Foch ─ Cathédrale.

Au vu de cette fréquentation grandissante, et malgré une augmentation de la fréquence (passage de 5 à 3 minutes en heure de pointe) le 23 août 2010, Nantes Métropole envisage d'augmenter la capacité de la ligne au moyen de bus bi-articulés électriques, et vote donc l'électrification de la ligne en décembre 2015. Après l'obtention du mandat pour l’achat de Busway électriques par la Semitan en février 2016, le marché des 22 nouveaux véhicules est attribué au constructeur suisse Hess en juin 2017. Les premiers « e-Busway » (le surnom donné à ces véhicules) sont livrés au début de l'été 2019 puis testés sur la ligne, avant l'inauguration par Johanna Rolland le 26 septembre 2019 et la mise en service commercial des premières unités le 4 octobre 2019.
L'arrivée de ces nouveaux véhicules a également nécessité le réaménagement complet des deux terminus Foch ─ Cathédrale et Porte de Vertou. Pour Foch, sa réorganisation a été effectuée en fonction des recommandations des Bâtiments de France en raison du caractère classé de ce site. Les travaux préparatoires ont débuté du 7 au 11 janvier 2019 par l'enlèvement du mobilier urbain (aubettes et station Bicloo) et la création d'arrêts de bus provisoires le temps des travaux. S'ensuit la démolition complète du pôle d'échanges, avant sa reconstruction afin de le rendre plus accessible aux PMR mais également aux bus pour qu'ils accèdent plus facilement à la station. Un nouveau mobilier est posé, notamment des Abribus JCDecaux en remplacement des anciennes aubettes Clear Channel, les totems de recharge sont  posés en juillet 2019 et la sous-station électrique à proximité est posée en mars 2019. Pour Porte de Vertou, le pôle d'échanges est entièrement réaménagé avec l'installation de quatre quais avec chacun un totem de recharge, d'une sous-station électrique et la création d'un nouveau parc relais.
Le budget pour l'achat des véhicules (dont le coût unitaire est de 1,2 million d'euros), les travaux Porte de Vertou (2,3 millions d'euros TTC) et place Foch (1,2 million d'euros TTC) et la pose des infrastructures électriques est de 52,9 millions d'euros. Les entreprises Eiffage Énergie Systèmes, Eurovia, Spie, André BTP et CMR ont participé aux travaux.

## Infrastructure

### La ligne

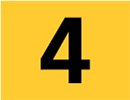
Logo de la ligne.

La ligne 4 du Busway de Nantes emprunte les sections suivantes :
- Foch ─ Cathédrale ↔ Porte de Vertou, ouverte le 6 novembre 2006, à l'occasion de la mise en service de la ligne.

### Les terminus réguliers

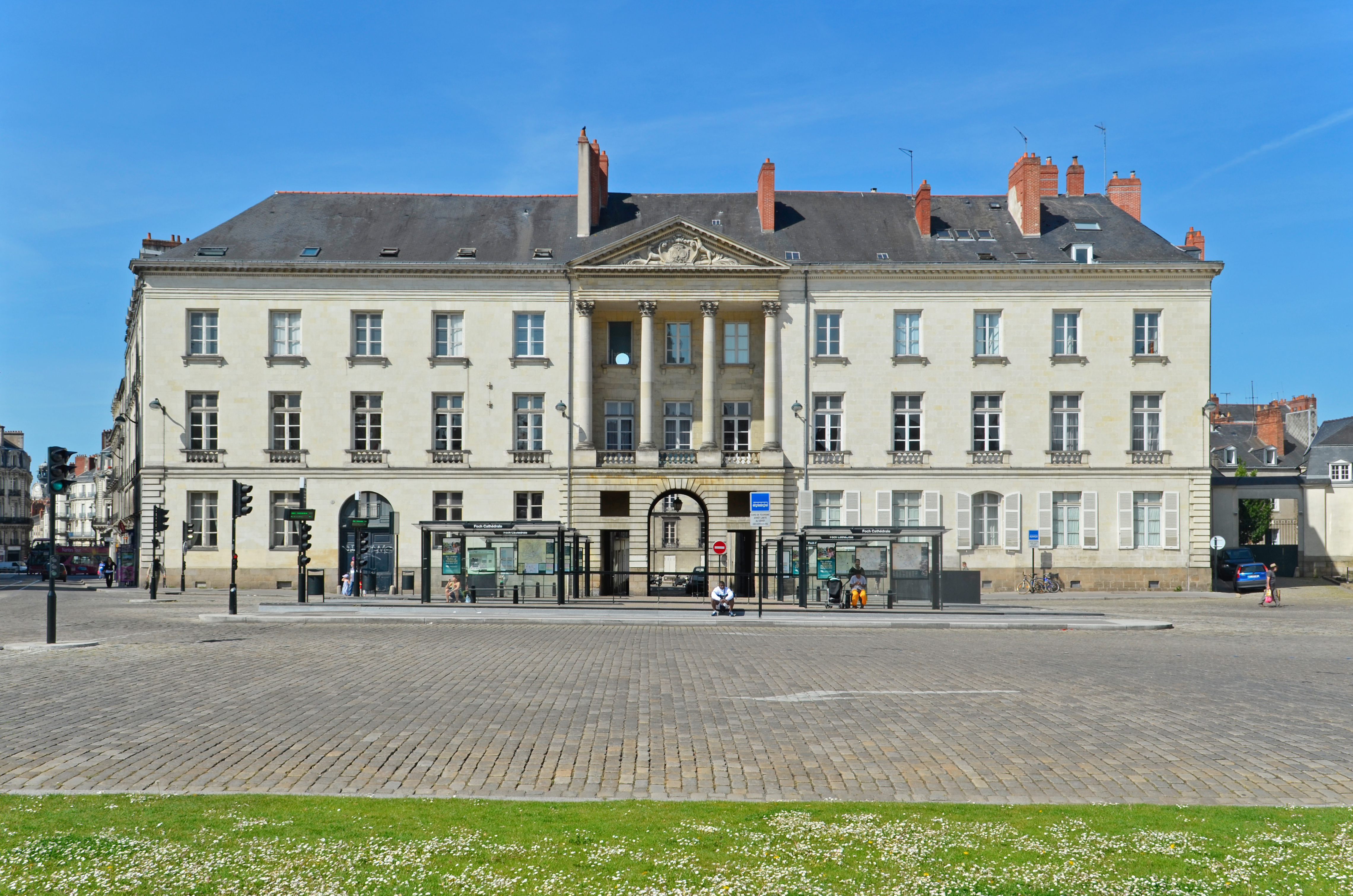
Le terminus Foch ─ Cathédrale avant sa rénovation pour l'arrivée des e-Busway.

La ligne 4 compte deux terminus principaux :
- La station Foch ─ Cathédrale, qui constitue le terminus le plus au nord de la ligne, est composée de deux quais côte à côte parallèles au quai des lignes C1, 11 et 12.
- La station Porte de Vertou, qui constitue le terminus le plus au sud de la ligne, est composée de quatre quais : deux quais d'arrivée situé du côté du parc relais « Porte de Vertou » et deux de départ situés de l'autre côté.

### Dépôt de la Vertonne
Les véhicules étaient auparavant remisées au dépôt de Trentemoult, situé à côté du village du même nom, et ouvert en 1980 avant d'être transférés (avec l'arrivée des e-Busway) sur un site provisoire à la Vertonne près de Vertou ouvert en janvier 2019. Ce site a permis de remplacer provisoirement le nouveau Cetex (Centre technique et d'exploitation) de 18 300 m2 construit à proximité et dont les travaux ont débuté en janvier 2019. Ce nouveau dépôt dispose d'une zone de stockage des e-Busway, une salle de prise de service, un atelier, 2 points de recharge, une machine à laver et tous les autres équipements de maintenance (levage, banc de freinage...).

## Schéma de la ligne

### Tracé

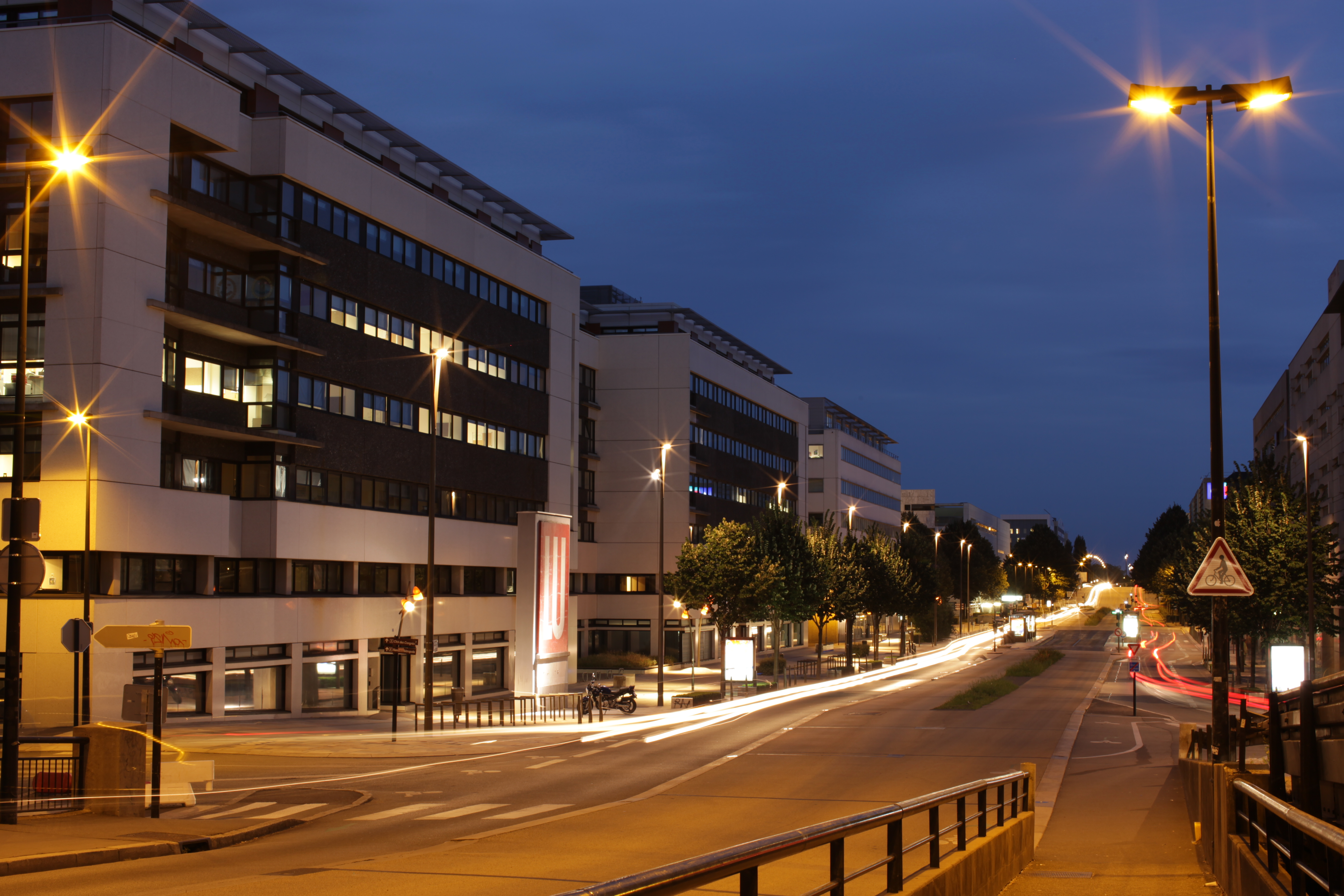
Le site propre du Busway après la station Duchesse Anne ─ Château.

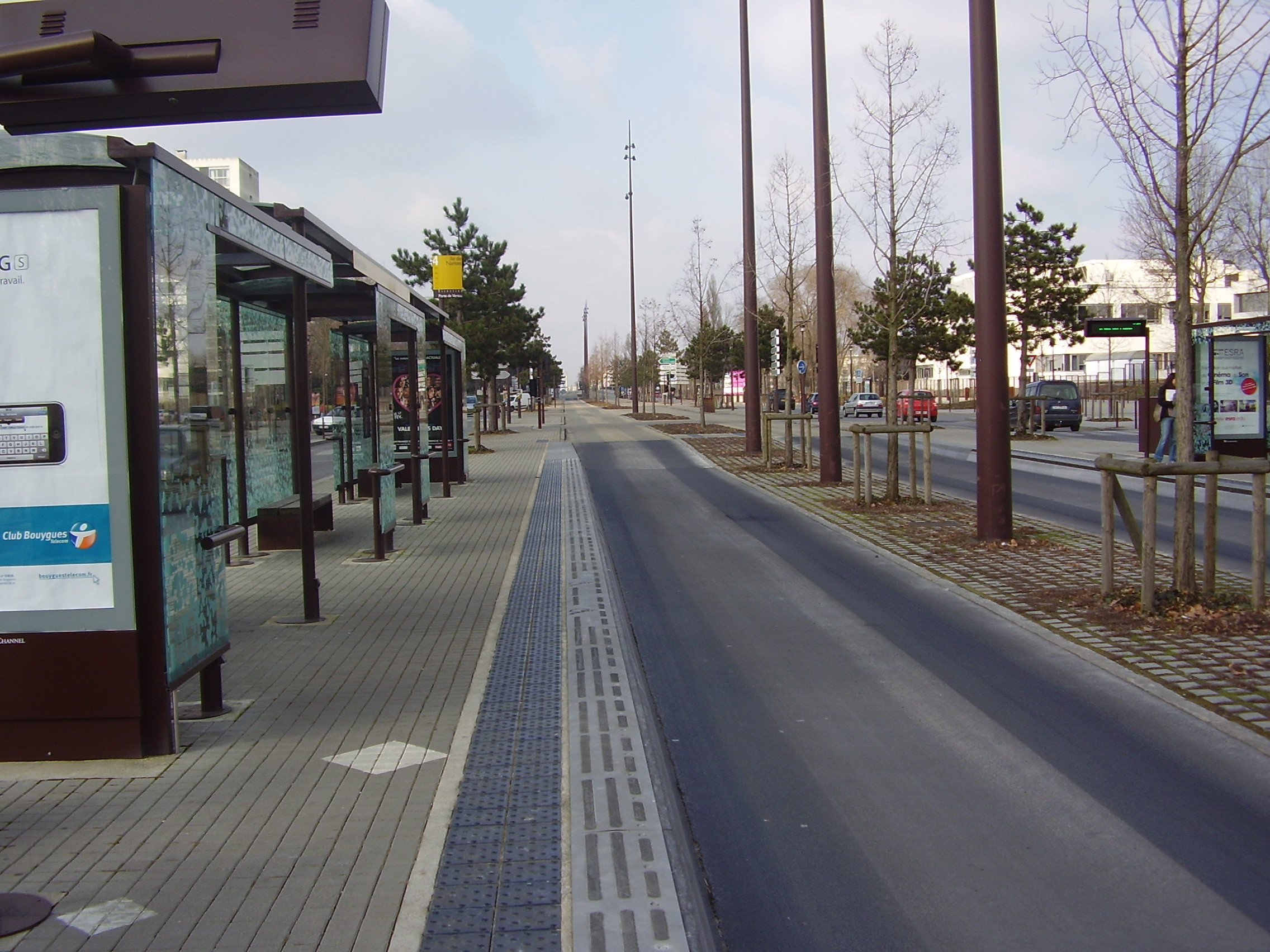
La ligne dispose d'un site propre intégral formant une longue ligne droite jusqu'à la station Bourdonnières.

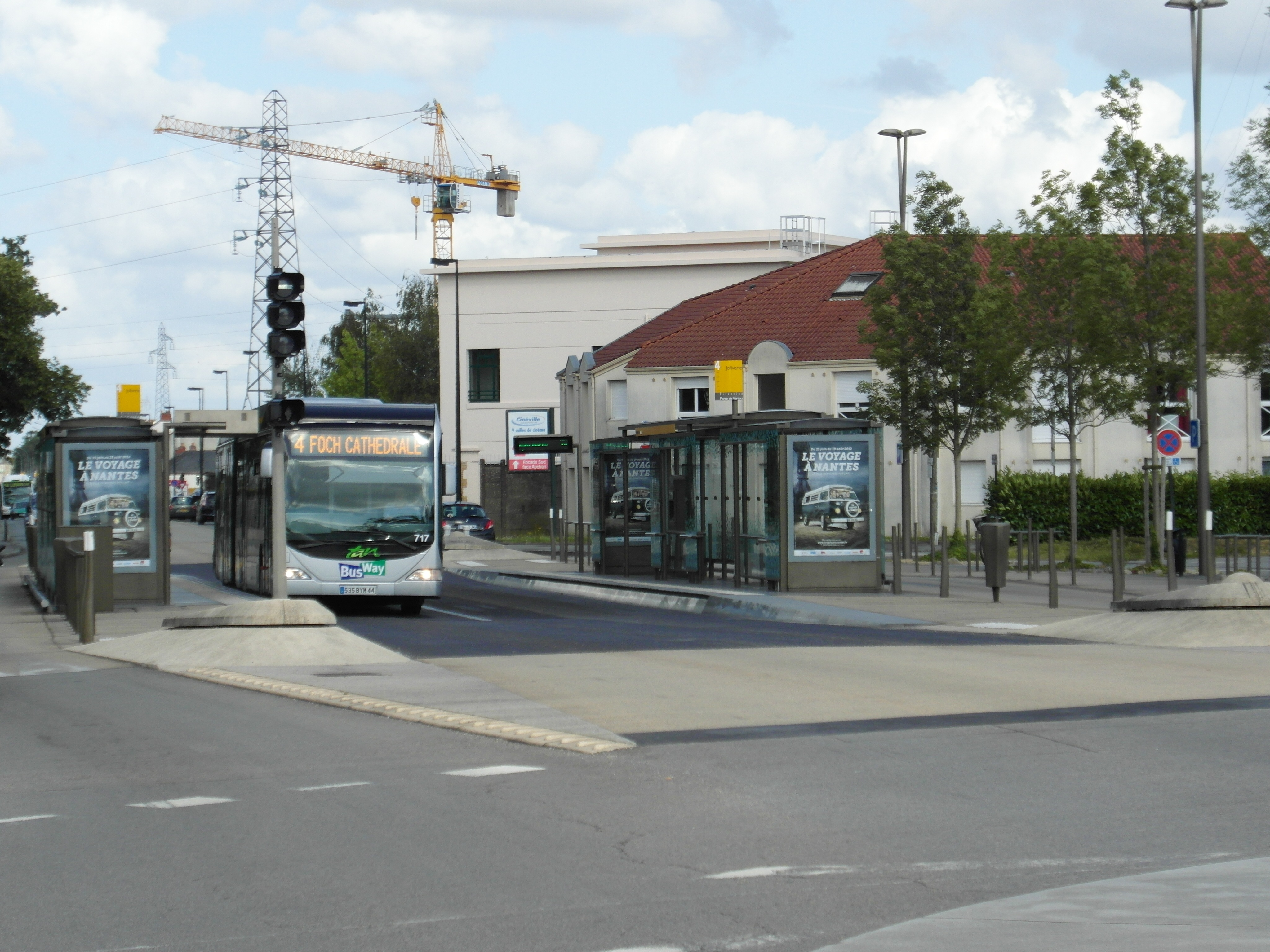
La station Joliverie en septembre 2012.

Les bus partent de la place Maréchal-Foch puis descendent la rue Henri-IV pour arriver cours John-Kennedy. La ligne emprunte ensuite le pont de la Rotonde avant d'arriver sur l'avenue Carnot, puis sur l'avenue Jean-Claude-Bonduelle. La ligne traverse le bras de la Madeleine de la Loire sur le pont Aristide-Briand, puis suit le boulevard Général-De-Gaulle pour arriver au pont Georges-Clemenceau et traverser le bras de Pirmil de la Loire. Les Busway suivent ensuite les boulevards Émile-Gabory et de Vendée. Ils remontent ensuite une pente puis tournent à gauche pour arriver rue des Bourdonnières qu'ils suivent jusqu'à arriver à son extrémité est, avant de tourner à droite dans la route de Clisson. La ligne tourne encore à droite après la station Chapeau Verni dans l'avenue des Maraîchers, puis tournent à gauche dans la rue de la Grand Maison pour rejoindre le boulevard Auguste Priou et le terminus Porte de Vertou.

### Liste des stations
Le tableau ci-dessous présente la liste des 15 stations de la ligne du nord au sud. Les terminus sont indiqués en gras.
|  |   |  |  |  | Station                                      | Lat/Long                    | Communes                          | P+R | Correspondances Tan  | Correspondances Aléop   |
|  | - |  |  |  | -------------------------------------------- | --------------------------- | --------------------------------- | --- | -------------------- | ----------------------- |
|  | o |  |  |  | Foch – Cathédrale                            | 47° 13′ 09″ N, 1° 33′ 01″ O | Nantes                            |     | C1 C6 11 12          | 346 348 360             |
|  | o |  |  |  | Duchesse Anne ─ Château des ducs de Bretagne | 47° 12′ 58″ N, 1° 32′ 49″ O | Nantes                            |     | 1                    |                         |
|  | o |  |  |  | Cité des Congrès                             | 47° 12′ 49″ N, 1° 32′ 42″ O | Nantes                            |     |                      |                         |
|  | o |  |  |  | Tripode                                      | 47° 12′ 30″ N, 1° 32′ 26″ O | Nantes                            |     |                      |                         |
|  | o |  |  |  | Île de Nantes                                | 47° 12′ 22″ N, 1° 32′ 20″ O | Nantes                            |     | 5                    |                         |
|  | o |  |  |  | Beaulieu                                     | 47° 12′ 14″ N, 1° 32′ 14″ O | Nantes                            |     | 26                   |                         |
|  | o |  |  |  | Greneraie                                    | 47° 11′ 58″ N, 1° 32′ 00″ O | Nantes                            | oui | C4 C9 27 28 36 38 E8 |                         |
|  | o |  |  |  | Bonne Garde                                  | 47° 11′ 49″ N, 1° 31′ 52″ O | Nantes                            |     |                      |                         |
|  | o |  |  |  | Clos Toreau                                  | 47° 11′ 39″ N, 1° 31′ 45″ O | Nantes                            |     |                      |                         |
|  | o |  |  |  | Mauvoisins                                   | 47° 11′ 24″ N, 1° 31′ 32″ O | Nantes                            |     |                      |                         |
|  | o |  |  |  | Bourdonnières                                | 47° 11′ 14″ N, 1° 31′ 15″ O | Nantes                            | oui | 30 42                | 312 313 331 333 362 370 |
|  | o |  |  |  | Joliverie                                    | 47° 11′ 23″ N, 1° 31′ 02″ O | Nantes, Saint-Sébastien-sur-Loire |     | 30 42                | 312 313 331 333 362 370 |
|  | o |  |  |  | Chapeau Verni                                | 47° 11′ 21″ N, 1° 30′ 38″ O | Vertou, Saint-Sébastien-sur-Loire | oui | 42                   |                         |
|  | o |  |  |  | Maraîchers                                   | 47° 11′ 05″ N, 1° 30′ 38″ O | Vertou                            | oui |                      |                         |
|  | o |  |  |  | Porte de Vertou                              | 47° 10′ 51″ N, 1° 30′ 18″ O | Vertou                            | oui | 28 E4                | 332                     |

## Exploitation

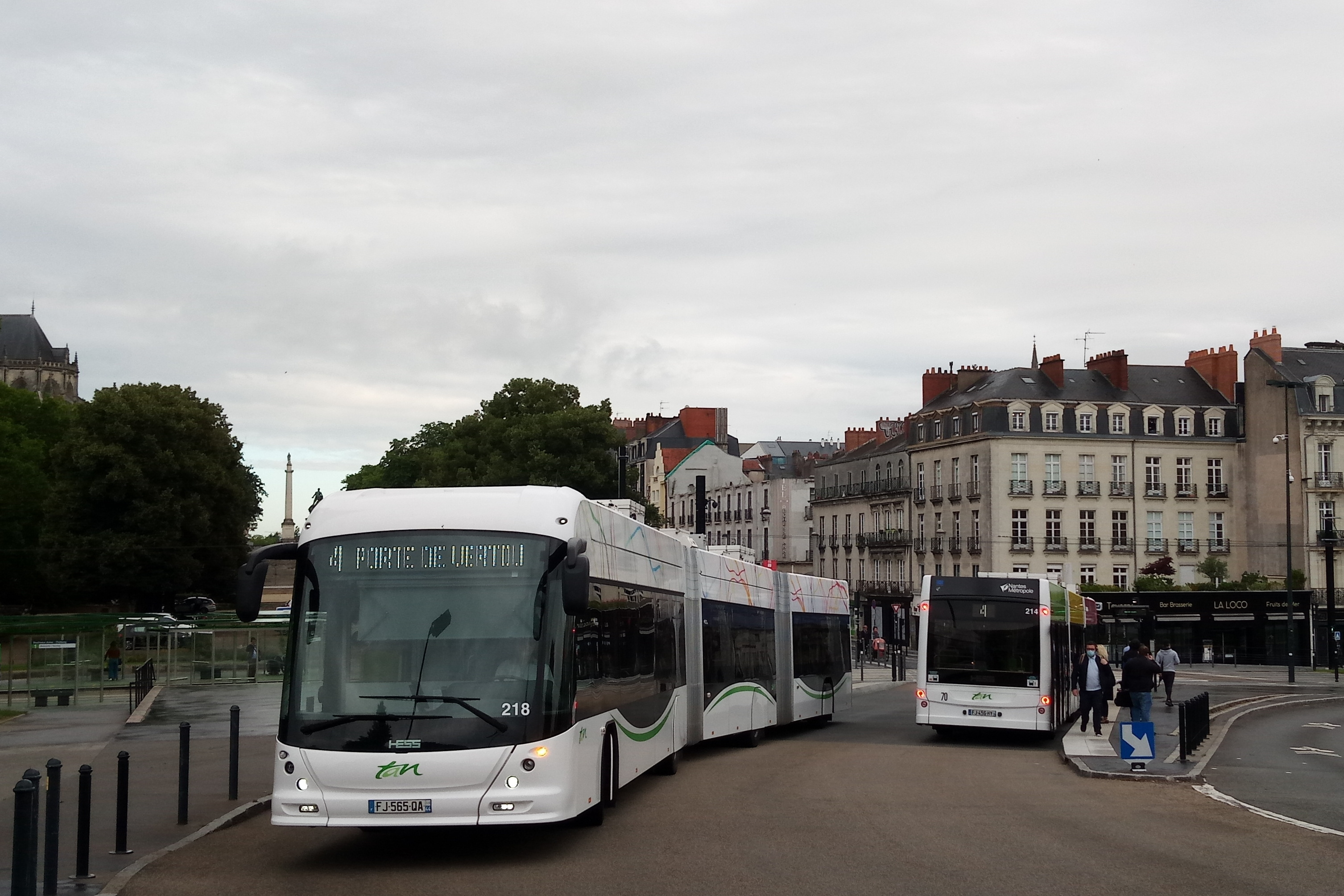
Deux lighTram à la station Duchesse Anne ─ Château.

### Principes de la desserte
La ligne fonctionne toute l'année (sauf le 1er mai) du lundi au samedi de 4 h 50 à 0 h 40 et jusqu'à 2 h 40 le vendredi et samedi (un Busway toutes les 10 à 20 minutes le matin, toutes les 3 à 7 minutes en journée, toutes les 7 à 10 minutes en soirée et toutes les 30 minutes en service de nuit après 22 h 30), et le dimanche et jours fériés de 5 h 30 à 0 h 40 (un Busway toutes les 22 minutes le matin, toutes les 12 à 15 minutes en journée, toutes les 15 minutes en soirée et toutes les 30 minutes en service de nuit après 22 h 30).
Le matin, les premiers départs s'effectuent à Porte de Vertou, et les derniers le soir s'effectuent à Foch ─ Cathédrale.
En heure de pointe, 19 bus circulent afin d'assurer les 19 services de la ligne, avec une vitesse commerciale de 21 km/h.

### Temps de parcours moyens
Les temps de trajets indicatifs (arrondis à 5 minutes près) de la ligne 4 depuis la station Foch ─ Cathédrale sont :
- de 5 minutes jusqu'à Île de Nantes  ;
- de 10 minutes jusqu'à Greneraie ;
- de 15 minutes jusqu'à Bourdonnières ;
- de 20 minutes jusqu'à Porte de Vertou.

La durée d'un trajet entre deux stations est de 2 minutes en moyenne.

### Matériel roulant
La ligne est exploitée par la SEMITAN avec des Hess lighTram 25 TOSA qui sont stockés au dépôt de la Vertonne, à Vertou. En cas de panne ou d'indisponibilité d'un ou plusieurs lighTram, des Citaro G GNV BHNS, matériel précédemment exploité sur la ligne dont certaines unités sont en réserve pour la ligne 4 aujourd'hui, prennent le relais.

## Tourisme

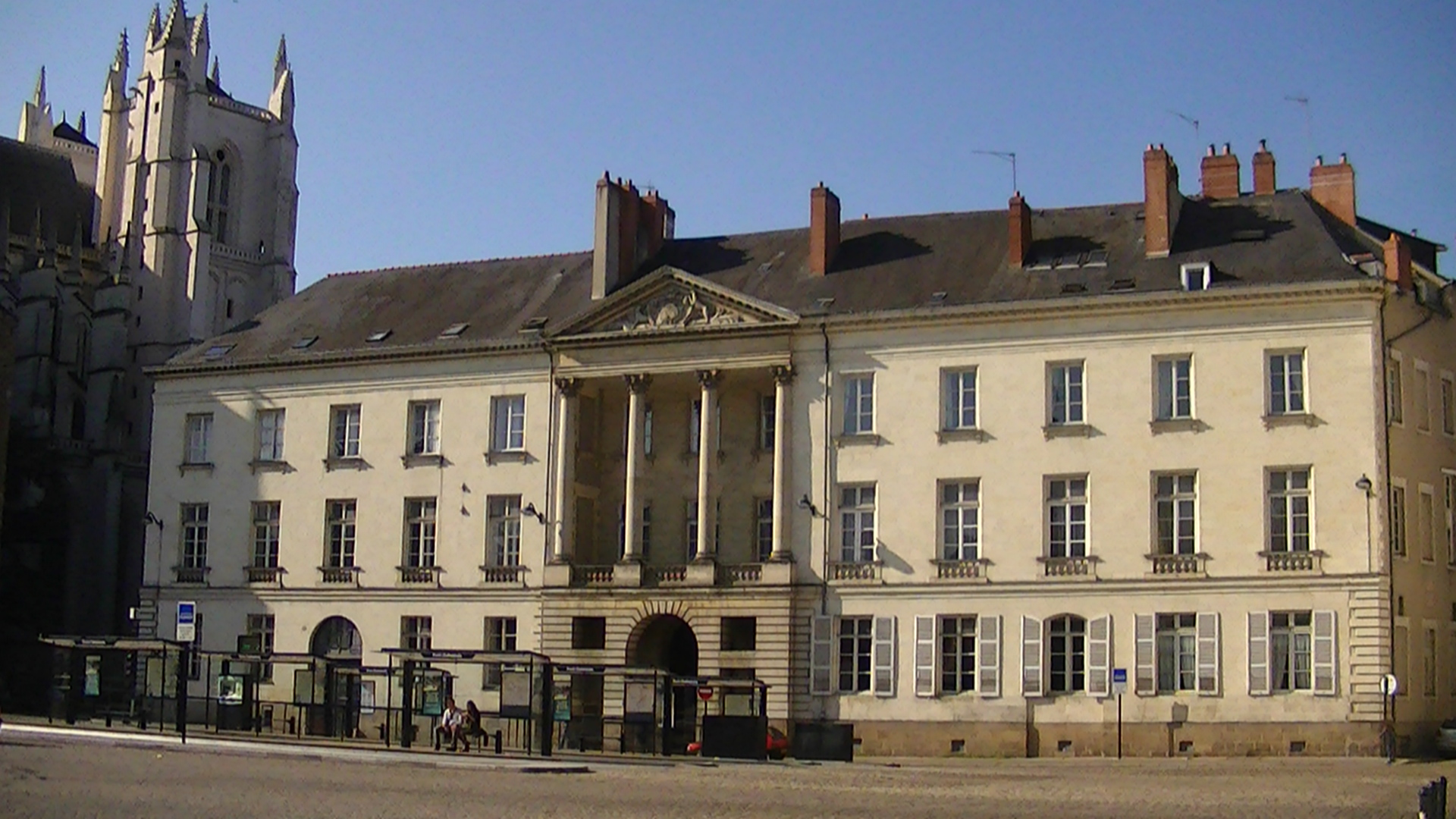
Le terminus Foch ─ Cathédrale sur la place Foch, à côté de la Cathédrale.

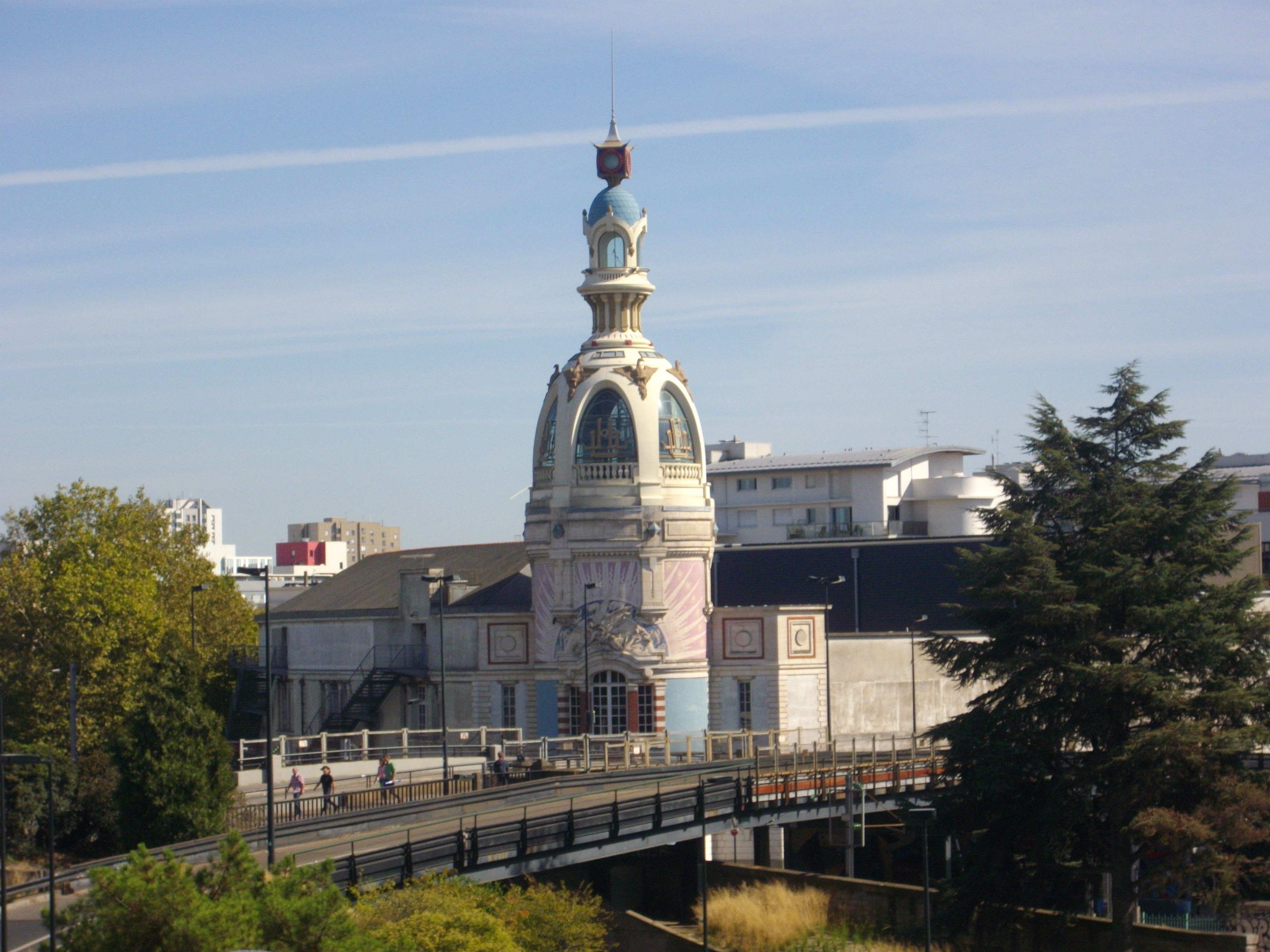
Le pont de la Rotonde et le site propre de la ligne, au pied du Lieu unique.

La ligne 4 dessert, du nord au sud, les lieux d'attraction et monuments suivant :
- le centre-ville de Nantes ;
- la place Maréchal-Foch, les cours Saint-Pierre et Saint-André et la Cathédrale Saint-Pierre-et-Saint-Paul de Nantes ;
- le château des ducs de Bretagne et le miroir d'eau ;
- le canal et le tunnel Saint-Félix ;
- le Lieu unique ;
- la cité des congrès de Nantes ;
- l'Île de Nantes ;
- le Centre commercial Beaulieu ;
- le quartier Nantes Sud ;
- les lycées des Bourdonnières et de la Joliverie.

## Projets
Le 24 janvier 2017, la présidente de Nantes Métropole Johanna Rolland annonce le prolongement de ligne 4 sur une distance de 1 kilomètre, au-delà de la Porte de Vertou, vers le quartier des Clouzeaux à Vertou,,.
Le 7 juin 2019, Nantes Métropole annonce vouloir lancer des études sur le prolongement de la ligne jusqu'au bourg de Vertou, passant ainsi de 7 km à 11,5 km, soit 4,5 km supplémentaires, permettant de relier le centre-ville à Vertou en 25 minutes. Un parc relais sera également créé dans le secteur Foresterie.
Avec le lancement en octobre 2020 de la concertation publique sur les nouvelles lignes de tramway, 6 scénarios de développements des lignes de transport majeures (tramway et Busway) ont été proposés, et tous prévoient le prolongement de la ligne 4 à Vertou.